# Hospital Psiquiátrico do Juqueri
O Hospital Psiquiátrico do Juqueri foi uma das mais antigas e maiores colônias psiquiátricas do Brasil, localizada no Complexo Hospitalar do Juquery, em Franco da Rocha, São Paulo.
Encerrou as atividades em 1 de abril de 2021, com a transferência dos nove últimos pacientes que ali viviam.

## História

### Antecedentes

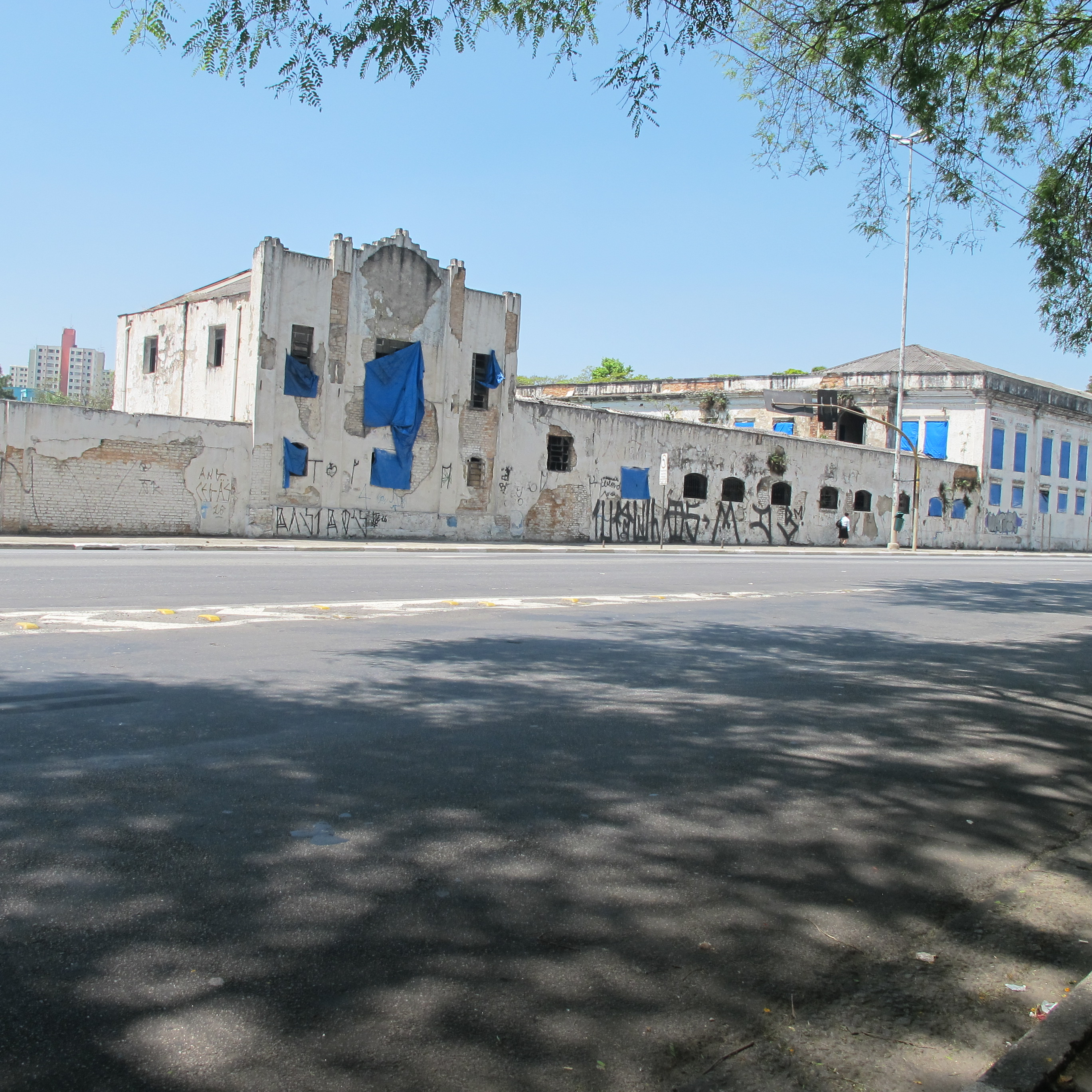
Hospital de Alienados da Província de São Paulo, que operou entre 1862 e 1903. Posteriormente tornou-se o Quartel do Segundo Batalhão de Guardas.

Até o início do século XIX todas as pessoas com problemas mentais na então província de São Paulo eram confinadas nas cadeias junto aos presos ali existentes e acabavam sofrendo maus tratos e agressões (que mais vezes culminavam em mortes). A primeira iniciativa para a instalação de um hospital psiquiátrico ocorreu em 1829, quando a Santa Casa de Misericórdia alugou um imóvel próximo à Praça da República para abrigar os primeiros dois internos (um deles um padre). Em 11 de maio de 1848 foi instalado ali o primeiro Hospital de Alienados da Província de São Paulo. Por conta de sua superlotação, a edificação acabou severamente deteriorada e o hospital acabou transferido em 19 de maio de 1862 para um imóvel na Várzea do Carmo, às margens do Rio Tamanduateí. Com o passar das décadas, as instalações do hospital ficaram novamente precárias e superlotadas.
A primeira iniciativa para combater o problema se deu em 1890 (quando haviam 296 internos no hospício existente), na mensagem anual à câmara estadual, quando o presidente do estado de São Paulo Jorge Tibiriçá Piratininga indicava as condições do Hospital de Alienados da cidade de São Paulo e apresentava uma possível solução:
| “ | ...Na proporção do rápido aumento da população do Estado, tem crescido o número dos dementes, de modo que a lotação do Hospício está muito excedida e os doentes estão mal acomodados. Parecendo-me inconveniente o aumento do edifício por ser reconhecida má a sua situação, era pensamento meu estabelecer um outro Hospício fora da capital. O zeloso e dedicado administrador do Hospício, incumbido por mim, foi a Mogi das Cruzes e a Sorocaba, a fim de verificar se encontrava em uma dessas cidades edifícios que se pudessem adaptar para esse fim... | ” |
| — Jorge Tibiriçá Piratininga, em Mensagem do Presidente de São Paulo para a Assembleia para o ano de 1890, páginas 47 e 48. | |   |

Apenas em 1893, já sob gestão de Bernardino José de Campos Júnior, o governo de São Paulo iniciou a criação do novo Hospital de Alienados, embora ainda não tivesse escolhido uma área para a sua implantação.

### Projeto e implantação do Asilo do Juqueri
Em 24 de fevereiro de 1893, o governo do estado criou uma comissão de especialistas para a escolha adequada do local do novo Hospital de Alienados. Essa comissão era formada pelo engenheiro Teodoro Sampaio, o médico Francisco Franco da Rocha e o botânico Alberto Loefgreen. Em março Franco da Rocha foi incorporado oficialmente à equipe médica do Hospital de Alienados da Várzea do Carmo. As cidades de Mogi das Cruzes e Sorocaba acabaram rejeitadas e a Comissão estudou a implantação do Hospital em uma área a ser desapropriada na Mooca ou em Juqueri. Por falta de abastecimento de água, a área da Mooca acabou rejeitada.
Em setembro a comissão definiu que seria construído um Asilo Colônia para Alienados em uma área de 600 mil metros quadrados em Juqueri, às margens do rio homônimo (contendo uma queda capaz de ser represada para a geração de eletricidade) e próxima da estação do quilômetro 111 da ferrovia São Paulo Railway. No entanto, um proprietário de terras da região criou empecilhos para a concretização do negócio Com isso, Victor Nothmann ofereceu uma chácara no Morro de Santana (próximo da Cantareira), porém o estado rejeitou o local, preferindo manter o projeto em Juqueri.
Os projetos foram confiados aos arquitetos Emílio Olivier e Ramos de Azevedo. Suas obras deveriam ter sido iniciadas em 1894, tendo sido reservado um crédito de 1.000:000$000 de réis para as obras.
O início da construção da Colônia Agrícola Juqueri acabou ocorrendo, porém, em meados de 1895. As obras foram realizadas de forma lenta, por conta das epidemias de cólera e febre amarela ocorridas no estado de São Paulo entre 1889 e 1896 e que exigiram os recursos do estado. Ao mesmo tempo, o número de internos do Hospital de Alienados da Várzea do Carmo passou de 296 em 1890 para 423 em 1894. Com isso, a comissão de Higiene do estado estudou a implantação de um segundo hospital de Alienados em Campinas, no lugar do prédio em construção para abrigar a hospedaria dos imigrantes.

## Funcionamento

### Primórdios e ampliações

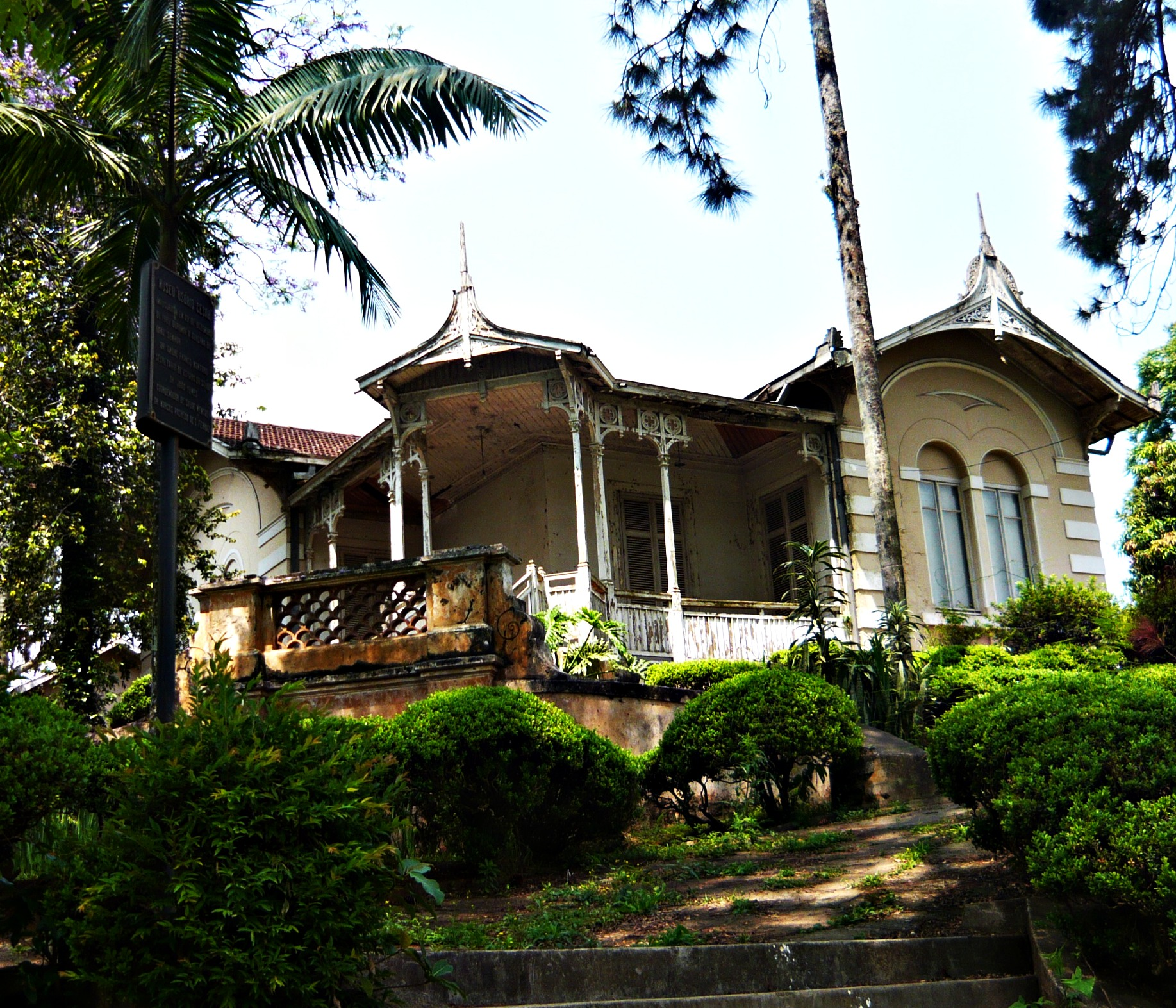
Museu Osório César, parte integrante do patrimônio tombado

O Asilo de Alienados do Juqueri foi inaugurado pelo doutor Francisco Franco da Rocha em 18 de maio de 1898 quando os primeiros 70 pacientes foram trazidos de Sorocaba por meio de um trem especial. A escolha pelo modelo de asilo e colônia agrícola se deu após Franco da Rocha ter participado do Congresso Internacional de Psiquiatria em Paris, 1889. No congresso, os especialistas ali reunidos afirmaram ser esse o melhor método de gestão hospitalar para centros psiquiátricos, com os trabalhos agrícolas para os internos funcionando como terapia auxiliar.
O complexo hospitalar foi projetado para possuir 12 pavilhões, sendo 10 de internação , 1 administrativo e 1 de centro médico. Em 1898 foram inaugurados os primeiros oito pavilhões de internação. Cada pavilhão possuía capacidade para 20 pacientes, totalizando 160 vagas para internação. Outros dois pavilhões destinavam-se a administração e ao centro médico. Os internos menos graves contribuíam com mão-de-obra para o cultivo de uma pequena produção agropecuária para o abastecimento de víveres do hospital. Posteriormente os quatro pavilhões restantes foram concluídos, ampliando a capacidade para a internação de até mil pessoas.
No início de seu funcionamento o Asilo Hospital de Juqueri possuía fama de excelência, atendendo não apenas aos cidadãos mais humildes como até mesmo pessoas da alta sociedade como o sobrinho do ex-embaixador alemão na França Georg Herbert Münster, que cometeu suicídio por enforcamento no Juqueri após uma crise mental em 1908. Naquele ano, dos 924 pacientes, 47 eram particulares. Com o crescimento do número de pacientes ultrapassando a capacidade máxima pela primeira vez em 1909, o governo autorizou uma nova ampliação das instalações.
Com a superlotação, o número de óbitos dobrou (em 1903 foram registrados 83 enquanto que em 1912 eram 160). Outro problema era a internação de pacientes por ordem judicial, muitos dos quais haviam cometido crimes (incluindo homicídios). As condições do hospital pioram e sua ampliação atrasou em virtude da Primeira Guerra Mundial. Em 1925 Franco da Rocha faz um apelo para a construção de um manicômio judiciário para separar os enfermos comuns dos apenados. O projeto do Manicômio Judicial de Franco da Rocha foi apresentado em 1927 e aprovado no mesmo ano. Com isso, o Asilo de Alienados do Juqueri passou a denominar-se "Hospital e Colônia de Juqueri" em 1929. As obras do Manicômio Judicial são iniciadas no final da década de 1920, dentro da área do Complexo Juqueri, porém a Crise de 1929 atrasou a sua conclusão e ele foi inaugurado em 1934. A partir de 1935 o Hospital e Colônia de Juqueri passou a receber apenas pessoas com problemas psiquiátricos sem condenações penais.

### Crise e superlotação
Com a decretação do Estado Novo, o número de prisões políticas cresceu. A superlotação das prisões era alimentada também por pessoas insanas, detidas em todo o estado por atentar contra a ordem pública. Em 1939 estimava-se que haviam mais de 1000 pessoas nessas condições nas cadeias públicas e presídios do estado. Após assumir o estado, o interventor Ademar de Barros ordenou a transferência de todos os presos do estado considerados insanos pelos delegados de polícia para o Hospital do Juqueri. Foi o início de uma crise de superlotação que durou 50 anos.
| Número de pessoas internadas durante o Estado Novo (1938-1945)                  | Número de pessoas internadas durante o Estado Novo (1938-1945) | Número de pessoas internadas durante o Estado Novo (1938-1945) | Número de pessoas internadas durante o Estado Novo (1938-1945) | Número de pessoas internadas durante o Estado Novo (1938-1945) | Número de pessoas internadas durante o Estado Novo (1938-1945) | Número de pessoas internadas durante o Estado Novo (1938-1945) | Número de pessoas internadas durante o Estado Novo (1938-1945) | Número de pessoas internadas durante o Estado Novo (1938-1945) |
| Ano                                                                             | 1938                                                           | 1939                                                           | 1940                                                           | 1941                                                           | 1942                                                           | 1943                                                           | 1944                                                           | 1945                                                           |
| ------------------------------------------------------------------------------- | -------------------------------------------------------------- | -------------------------------------------------------------- | -------------------------------------------------------------- | -------------------------------------------------------------- | -------------------------------------------------------------- | -------------------------------------------------------------- | -------------------------------------------------------------- | -------------------------------------------------------------- |
| Homens                                                                          | 884                                                            | 1136                                                           | 1118                                                           | 1098                                                           | 1027                                                           | 1056                                                           | 1068                                                           | 1228                                                           |
| Mulheres                                                                        | 963                                                            | 2189                                                           | 2265                                                           | 2389                                                           | 2581                                                           | 2788                                                           | 3132                                                           | 3399                                                           |
| Total                                                                           | 1847                                                           | 3325                                                           | 3383                                                           | 3487                                                           | 3608                                                           | 3844                                                           | 4200                                                           | 4627                                                           |
| Fonte:Serviço de Atendimento Médico e Estatístico do Hospital do Juqueri (SAME) |                                                                |                                                                |                                                                |                                                                |                                                                |                                                                |                                                                |                                                                |

Enquanto o Hospital recebia cada vez mais internos, as obras de expansão eram cada vez mais tímidas. Após a entrega da 8ª Colônia feminina em 1942, o Hospital Juqueri atingiu uma capacidade máxima teórica de 5210 leitos para atendimento, tornando-se naquele momento o segundo maior hospital psiquiátrico do mundo. No entanto, o número de internados continuou a crescer e em pouco tempo as instalações encontravam-se superlotadas. Outro problema ocorreu com a (cada vez maior) interferência política na gestão do hospital, que engessava a contração de mais profissionais e arquivava planos de ampliação e reforma das instalações. Em 1951 a Assembléia Legislativa de São Paulo enviou uma comissão parlamentar de fiscalização ao Hospital do Juqueri. Liderada pelo deputado e médico Alípio Correia Neto, a comissão constatou em que maio daquele ano haviam 11067 pessoas internadas no Juqueri. Considerando a capacidade máxima de 5210 leitos, havia uma superlotação de 5857 pessoas. A precariedade da situação foi registrada no relatório da Comissão:
| “                                                                                   | ...No seu relatório de 1950, o Dr. Raul Malta (diretor do Hospital do Juqueri) avalia a superlotação, só no Hospital Central, em 2.411 doentes que é uma imensa quantidade a ser colocada onde não há lugar. Basta lembrar, senhores deputados, que o Hospital das Clínicas, esse imenso monumento, foi construído para mil doentes. Precisaríamos então, para os 2.411 doentes, um hospital uma vez e meia maior do que o Hospital das Clínicas...Os dementes, na sua imensa maioria ficam atirados aos pátios, como plantas vegetando, movidos como sombras animadas pelo principio da vida vegetativa, sem quase a manifestação psíquica de um ser pensante... | ” |
| — Deputado Alípio Correia Neto, no plenário da Assembleia Legislativa de São Paulo. | |   |

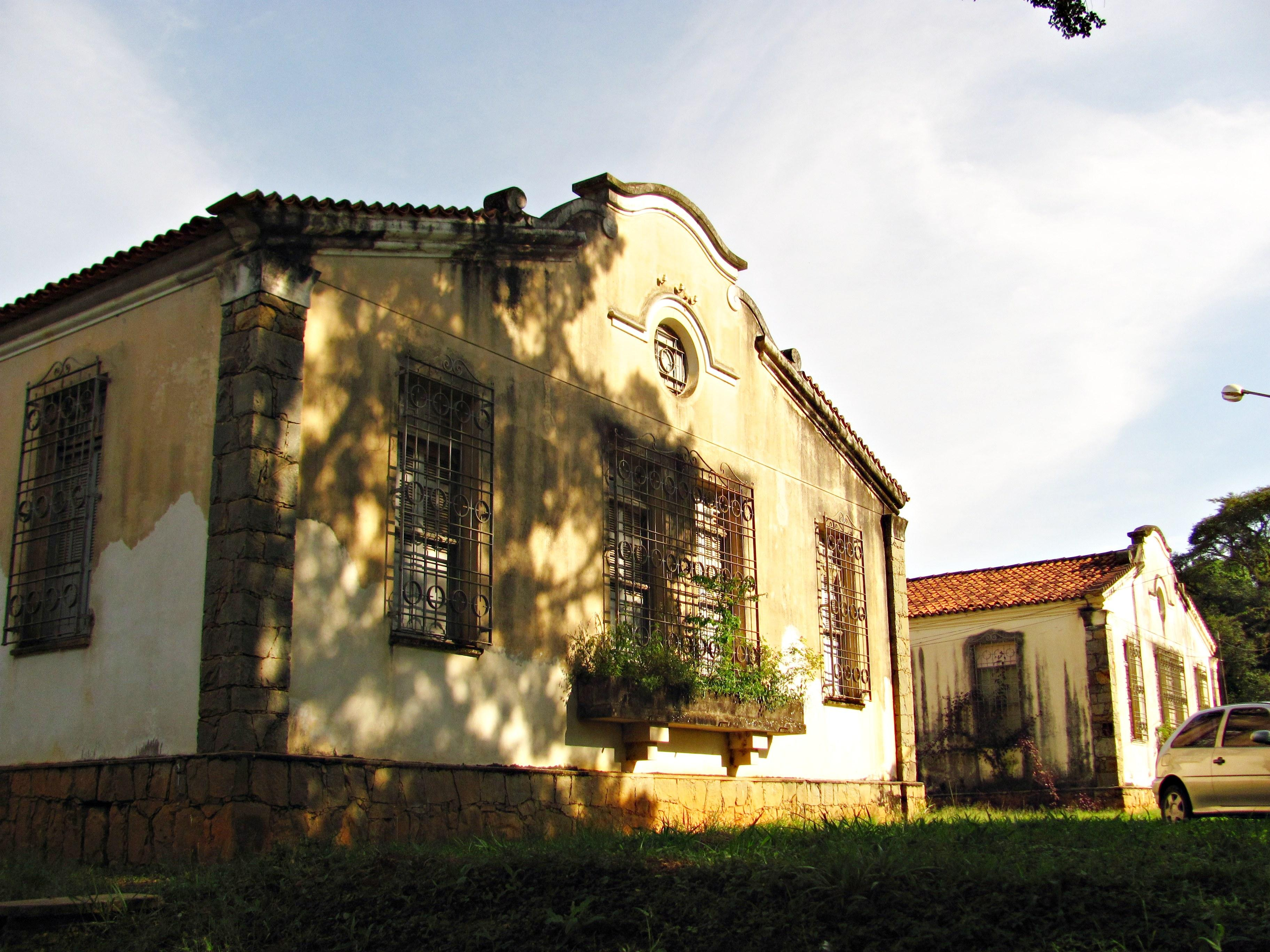
Detalhe de um dos pavilhões do Complexo Hospitalar

Num só ano a população de pacientes aumentou em quase quatro mil pessoas, passando de 7.099 em 1957 para 11.009 em 1958. Enfrentou a explosão migratória dos anos 1960 provocada pelo desenvolvimento industrial, que contribuiu para o aumento do desemprego, mendicância e marginalidade.
O jornalista Renato Ribeiro Pompeu (que deu grande contribuição ao movimento antimanicomial), passou a conviver com a loucura desde o dia em que foi parar numa sala de tortura por uma semana, no início dos anos 1970. Levou pancadas com cabo de vassoura e choques. Passou a sofrer mania de perseguição e a ter alucinações, até ser internado pela primeira vez, entre janeiro de 1974 e agosto de 1975, no Hospital Psiquiátrico do Juqueri.

### Reforma psiquiátrica
Em 1981 o complexo contava 4 200 pacientes entre o Juqueri e o Manicômio Judiciário, instalados na mesma área. Além desses, vários órgãos públicos, como escolas, Corpo de Bombeiros, 26º Batalhão da Polícia Militar, lixão e até invasores de terra situam-se na Fazenda Juqueri, com 1.100 hectares ou 731 quilômetros quadrados de área. Tratava-se de uma instituição prestando atendimento aos municípios de Franco da Rocha, Francisco Morato, Cajamar, Caieiras e Mairiporã, no conjunto com cerca de 400 mil habitantes. Esses municípios formaram-se a partir do hospital.
O diagnóstico de 1995 detectou 1 800 internos, 9% dos quais em condição de alta; 13% de deficientes físicos/mentais; 21% de idosos sem doença mental primária; 21% em condição de reinserção social; 36% de doentes mentais em condição de reabilitação.
Em 1998, havia 1 411 internos, todos adultos (741 homens e 670 mulheres). A maioria (47%) tinha entre 41 e 60 anos, estava sob os cuidados de 2 213 funcionários (médicos, técnicos e administrativos).
Em 2005 um incêndio atingiu o setor administrativo do prédio do Hospital. As seis horas de fogo destruíram o prédio de dois andares tombado pelo Condephaat, sua biblioteca (a mais completa em livros e periódicos de psiquiatria da metade do século XIX até metade do século XX) e 100 anos da memória do Hospital. Do edifício sobraram apenas as paredes estruturais e uma parte da cobertura do piso inferior em uma de suas laterais. O prédio havia acabado ser restaurado, com reforma do telhado, do piso, vitrais e da estrutura elétrica.
O Hospício do Juqueri está em um processo de desativação há décadas. Em 2005, cerca de 500 internos foram transferidos para clínicas. Em dezembro de 2019 haviam 57 pacientes.
A administração implantou um programa de resgate da cidadania de pacientes, funcionários e moradores. O funcionário passa por cursos de aperfeiçoamento profissional e os pacientes voltam cada vez mais ao convívio com a sociedade e recebem incentivo à manifestação artística, como pintura, escultura e artesanato. [carece de fontes?]
Os pacientes, porém, continuam vagando, mas a diferença é que atualmente as condições gerais do Hospital melhoraram.  Hoje melhorou-se a ambiência e os pacientes são tratados com dignidade. Busca-se no Juqueri a vocação para ser uma instituição de saúde mental e assistência integral, que faz reabilitação. Neste movimento, identificaram-se pacientes, providenciaram-se documentos, localizaram-se famílias e reintegraram-se alguns pacientes, providenciaram-se aposentadorias, contas bancárias, poupanças e foi feita uma comissão de internos. Os pacientes andam sozinhos pela cidade quando têm autonomia para cuidar-se. Em geral, são idosos abandonados pela família que o Juqueri mantém abrigados. Alguns deles trabalham durante o dia e retornam à casa ao anoitecer.[carece de fontes?]

## Instalações

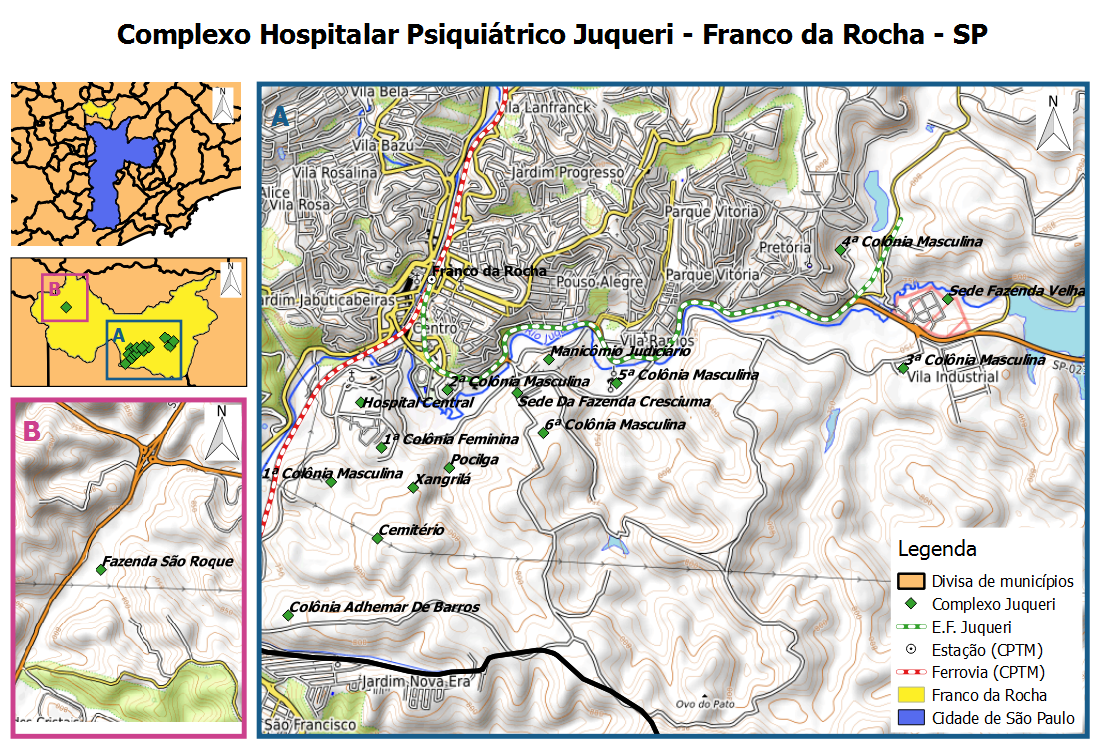
Mapa do Complexo Hospitalar Juqueri.

Inaugurado em 18 de maio de 1898, o Hospital Juqueri passou por diversas ampliações e modificações ao longo do século XX, transformando-se em um vasto complexo hospitalar dividido nas seguintes alas:
| Ala                                      | Inauguração                        |
| ---------------------------------------- | ---------------------------------- |
| 1ª Colônia Masculina                     | 1898                               |
| Hospital Central                         | 1901                               |
| 1ª, 2ª, 3ª e 4ª Colônias Femininas       | 1903                               |
| 2ª Colônia Masculina                     | 1909                               |
| 3ª Colônia Masculina                     | 1912                               |
| Cemitério                                | 1913 (desativado em 1991)          |
| 4ª Colônia Masculina                     | 1918                               |
| 5ª Colônia Masculina                     | 1920                               |
| Asilo                                    | 1922                               |
| 5ª Colônia Feminina                      | 1923                               |
| Cozinha industrial                       | 1926                               |
| Padaria                                  | 1926                               |
| Olaria                                   | 1926                               |
| Ergoterapia                              | 1926                               |
| Escola infantil                          | 1929                               |
| Lavanderia                               | 1929                               |
| 6ª Colônia Masculina                     | 1932                               |
| Manicômio Judiciário                     | 1934                               |
| Vila Médica                              | 1934                               |
| Praça de Esportes                        | 1937                               |
| Escola livre de artes                    | 1938                               |
| 7ª Colônia Feminina                      | 1939                               |
| 8ª Colônia Masculina (Adhemar de Barros) | 1942                               |
| 8ª Colônia Feminina                      | 1942                               |
| Creche e cooperativa de alimentos        | 1948                               |
| Escola de Enfermagem                     | 1952                               |
| Ala de Terapia ("Xangri-lá")             | Iniciada em 1964 obras abandonadas |
| Museu Osório Cesar                       | 1985                               |

### Eletricidade e transporte

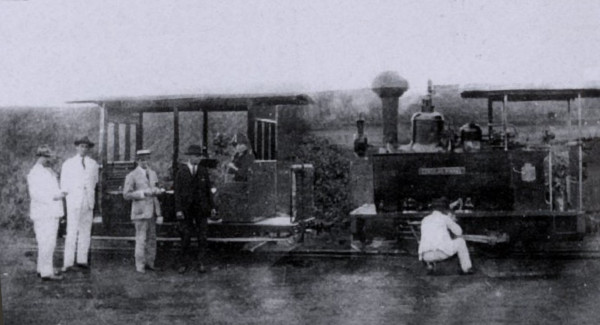
Estrada de Ferro de Juqueri: Locomotiva a vapor manobre carros de passageiros na ferrovia em Juqueri

O empreiteiro italiano Filoteo Beneducci passou a receber vários contratos de pavimentação da cidade de São Paulo. O pavimento empregado era de paralelepípedos. Para fornecer grande quantidade para as obras, Beneducci adquiriu uma pedreira próxima do Rio Juqueri. Posteriormente foi encontrado um pequeno veio de ouro ali e o empreiteiro construiu em 1886 uma ferrovia particular de bitola de 0,60 m ligando a pedreira à estação Juqueri, no quilômetro 111 da São Paulo Railway. O empreendimento foi chamado informalmente de Estrada de Ferro Juqueri. O veio de ouro revelou-se antieconômico ao mesmo tempo em que os serviços de Beneducci junto à cidade passaram a ser questionados (por má qualidade) e cancelados. Assim, ele vendeu suas terras e a ferrovia para o empresário Ângelo Sestini.
Com a construção do Asilo Hospital do Juqueri, Sestini passou a fornecer com exclusividade alimentos para o mesmo e obteve grandes lucros. A maior dificuldade do hospital era a falta de fornecimento de eletricidade (até então o asilo era abastecido por pequena usina de caldeiras à vapor ou gás), sendo que o estado tinha interesse na exploração hídrica do Rio Juqueri para esse fim. Sestini, dono de vastas terras, construiu uma pequena usina hidrelétrica e celebrou um contrato exclusivo de fornecimento de eletricidade ao Asilo Hospital em 13 de abril de 1908, válido por dez anos e com clausulas de renovação automáticas válidas até 22 de agosto de 1926. O contrato previu o transporte dos internos através da ferrovia, entre a estação Juqueri da SPR e as instalações do Asilo Hospital.
Com o passar dos anos, o contrato torna-se cada vez mais desvantajoso ao estado. Em 1916 o secretário de interior do estado de São Paulo Oscar Rodrigues Alves anunciou a encampação da empresa de eletricidade, das terras e da ferrovia de Sestini, através do pagamento de indenização de 575 contos de réis. A aquisição não só permitiu uma grande economia para o estado como serviu para a ampliação do Asilo Hospital, através da construção de novas colônias. A ferrovia operou regularmente até meados dos anos 1950, quando foi desativada e desmontada. Suas locomotivas, vagonetes e demais materiais foram vendidos para a Companhia Melhoramentos. O transporte de internos entre o Hospital e as colônias de internamento passou a ser feito por ônibus e furgões.
A usina hidrelétrica foi desativada e demolida entre 1968 e 1972, durante as obras de construção da Represa Paulo de Paiva Castro.

### Cemitério
Mortes eram recorrentes no Hospital. Estima-se que dezenas de internos morriam por ano. Eram vitimados por doenças (tuberculose, febre amarela, etc) trazidas ao Asilo ou adquiridas ali em meio a superlotação do espaço, por agressões de outros internos, maus tratos dos funcionários ou suicídio, sendo que boa parte acabava enterrada como indigente. Em 1906 o Juiz de Paz de Juqueri registrou uma reclamação formal ao Secretário de Justiça do Estado de São Paulo afirmando que as certidões de óbito dos falecidos no Asilo eram preenchidas de forma incompleta, ocultando a causa de falecimento em muitos casos. O crescente número de mortos obrigou a implantação de um cemitério formal em 1913 e de um necrotério próprio em 1928.
O numero de mortes disparou nas décadas seguintes, com a inclusão de filhos de internos, com internações e torturas realizadas durante a Ditadura Militar. No entanto, o registro dos óbitos ficava restrito aos arquivos do Hospital e raramente era divulgado. Em 1991 dois livros do arquivo histórico do hospital foram enviados à Assembléia Legislativa de forma anônima. Neles constavam o registro de 12500 pacientes que faleceram nas dependências do Hospital entre 1965 e 1989, dos quais 7600 foram sepultados no cemitério do complexo hospitalar. A revelação das informações provocou um escândalo político, pois o Hospital do Juqueri divulgava até então que haviam apenas 5201 sepulturas no cemitério do complexo.
A maior parte dos documentos oficiais sobre óbitos desapareceu em incêndios misteriosos, embora estima-se que entre 1898 e 1991 faleceram cerca de 61 mil pessoas no Hospital, sendo enterradas no cemitério do complexo hospitalar cerca de 33.977 pessoas (dois quais 7000 eram recém nascidos, crianças e adolescentes).
| Ano  | Internos | Óbitos | % em relação ao número de internos |
| ---- | -------- | ------ | ---------------------------------- |
| 1903 | 759      | 83     | 11%                                |
| 1906 | 1177     | 157    | 5%                                 |
| 1913 | 1338     | 153    | 11%                                |
| 1916 | 1462     | 124    | 8%                                 |
| 1925 | 1841     | 136    | 7%                                 |
| 1929 | 1863     | 110    | 6%                                 |
| 1942 | 3608     | 240    | 7%                                 |
| 1954 | 11895    | 1303   | 11%                                |